# Cardiophorus serratus
Cardiophorus serratus is een keversoort uit de familie kniptorren (Elateridae). De wetenschappelijke naam van de soort is voor het eerst geldig gepubliceerd in 2003 door Mukhopadhyay & Chakraborty.